# Икономика на публичния сектор
Икономика на публичния сектор (или публична икономика) е изучаването на правителствената политика през призмата на икономическата ефективност и справедливост. На най-основното ѝ ниво, публичната икономика дава рамката за мисленето по въпроса дали държавата трябва да участва в икономическите пазари и до каква степен трябва да се реализира нейната роля тук. За тази цел микроикономическата теория е утилизирана да оценява дали частния пазар може да осигури ефективни резултати в липсата на държавна намеса. Изследването включва анизът на държавното облагане и разходи. Този въпрос обхваща голямо число теми, включително пазарен провал, външни причини и създаването и приложението на правителствената политика. Публичната икономика се изгражда върху теорията за икономика на благосъстоянието и е използвана като средство за подобряване на социалното благосъстояние.